# A Profesionałna futbołna grupa (2015/2016)
A Profesionałna futbołna grupa (2015/2016) - 92. edycja najwyższej klasy rozgrywkowej piłki nożnej w Bułgarii. Analogicznie do ubiegłego sezonu do startu w lidze planowanych było 12 zespołów - 10 najwyżej sklasyfikowanych zespołów poprzedniej edycji oraz dwie najwyżej sklasyfikowane drużyny poprzedniego sezonu w B Grupie. Przed startem rozgrywek okazało się, że licencji na występy w tym sezonie nie otrzymały drużyny CSKA Sofia oraz Łokomotiw Sofia, a także obaj spadkowicze w poprzednim sezonie - Marek Dupnica i FK Chaskowo, w związku z czym zdecydowano się zmniejszyć ligę do 10. zespołów. Każda z drużyn miała rozegrać 4 mecze, przeciwko każdemu ze swoich rywali w systemie kołowym. 16 grudnia 2015 roku, Bułgarski Związek Piłki Nożnej podjął decyzję o wykluczeniu z rozgrywek drużyny Liteks Łowecz, co było pokłosiem zdarzeń w meczu przeciwko Lewskiemu Sofia, rozgrywanego 4 dni wcześniej. Mecz został przerwany pod koniec pierwszej połowy po tym, jak sędzia wykluczył z gry drugiego zawodnika drużyny Liteksu. W tym momencie na boisku pojawił się dyrektor sportowy drużyny z Łowecza, który nakazał swoim zawodnikom opuszczenie pola gry w proteście przeciwko, jego zdaniem, niesprawiedliwemu sędziowaniu. W efekcie tych zdarzeń klub został relegowany do Grupy B, a także ukarany karą finansową w wysokości 20 000 lewów. Wyniki meczów rozegranych do dnia 12 grudnia 2015 przez Liteks zostały anulowane.

## Drużyny
| Uczestnicy poprzedniej edycji                                                                                 | Uczestnicy poprzedniej edycji | Uczestnicy poprzedniej edycji | Uczestnicy poprzedniej edycji |
| --- | ----------------------------- | ----------------------------- | ----------------------------- |
| RAZ | Łudogorec Razgrad             | 1                             |                               |
| BSZ | Beroe Stara Zagora            | 2                             |                               |
| LIT | Liteks Łowecz                 | 4                             |                               |
| BOT | Botew Płowdiw                 | 6                             |                               |
| LEV | Lewski Sofia                  | 7                             |                               |
| CHM | Czerno More Warna             | 8                             |                               |
| SLA | Sławia Sofia                  | 9                             |                               |
| LPL | Łokomotiw Płowdiw             | 10                            |                               |
| Awans z B PFG                                                                                                 |                               |                               |                               |
| MON | PFK Montana                   | 1                             |                               |
| PIR | Pirin Błagojewgrad            | 2                             |                               |
| Oznaczenia: - kolumna pierwsza – skróty nazw drużyn, - kolumna trzecia – miejsce zajęte w poprzednim sezonie. |                               |                               |                               |

Po poprzednim sezonie spadły drużyny: Łokomotiw Sofia (3. - brak licencji), CSKA Sofia (5. - brak licencji), Marek Dupnica (11.) oraz FK Chaskowo (12.).

## Tabela
| Lp. | Drużyna               | M  | Z  | R  | P  | Bramki | Bramki | Różn. | Pkt | Uwagi                                                    | Bezpośrednio                                          |
| --- | --------------------- | -- | -- | -- | -- | ------ | ------ | ----- | --- | -------------------------------------------------------- | ----------------------------------------------------- |
| 1   | Łudogorec Razgrad (M) | 32 | 21 | 7  | 4  | 55     | 21     | +34   | 70  | Liga Mistrzów UEFA • II runda kwalifikacyjna             |                                                       |
| 2   | Lewski Sofia          | 32 | 16 | 8  | 8  | 36     | 18     | +18   | 56  | Liga Europy UEFA • II runda kwalifikacyjna1              |                                                       |
| 3   | Beroe Stara Zagora    | 32 | 14 | 11 | 7  | 37     | 27     | +10   | 53  | Liga Europy UEFA • I runda kwalifikacyjna1               |                                                       |
| 4   | Sławia Sofia          | 32 | 14 | 7  | 11 | 36     | 29     | +7    | 49  | Liga Europy UEFA • I runda kwalifikacyjna1               | SLA-LPL: 3-0, LPL-SLA: 2-0 SLA-LPL: 3-0, LPL-SLA: 3-1 |
| 5   | Łokomotiw Płowdiw     | 32 | 15 | 4  | 13 | 40     | 45     | −5    | 49  |                                                          | SLA-LPL: 3-0, LPL-SLA: 2-0 SLA-LPL: 3-0, LPL-SLA: 3-1 |
| 6   | Czerno More Warna     | 32 | 10 | 8  | 14 | 36     | 45     | −9    | 38  |                                                          |                                                       |
| 7   | Botew Płowdiw         | 32 | 8  | 9  | 15 | 27     | 44     | −17   | 33  |                                                          |                                                       |
| 8   | Pirin Błagojewgrad    | 32 | 5  | 11 | 16 | 27     | 45     | −18   | 26  |                                                          |                                                       |
| 9   | PFK Montana           | 32 | 4  | 9  | 19 | 23     | 43     | −20   | 21  | Kwalifikacja do baraży o utrzymanie                      |                                                       |
| 10  | Liteks Łowecz (S)     | 0  | 0  | 0  | 0  | 0      | 0      | 0     | 0   | Wykluczony w trakcie rozgrywek i zdegradowany do Grupa B |                                                       |

## Wyniki
Mecze 1-18
| Gospodarz \ Gość   | BSZ | BOT | CHM | LEV | LIT | LPL | RAZ | MON | PIR | SLA |
| Beroe Stara Zagora |     | 0:0 | 1:1 | 1:0 |     | 2:0 | 0:0 | 0:0 | 1:0 | 1:2 |
| Botew Płowdiw      | 1:3 |     | 2:1 | 1:1 |     | 1:1 | 0:1 | 1:0 | 1:0 | 0:1 |
| Czerno More Warna  | 0:3 | 1:2 |     | 0:1 |     | 2:1 | 2:3 | 1:0 | 1:0 | 1:0 |
| Lewski Sofia       | 2:0 | 1:0 | 1:0 |     |     | 1:0 | 1:1 | 2:0 | 0:0 | 2:0 |
| Liteks Łowecz      |     |     |     |     |     |     |     |     |     |     |
| Łokomotiw Płowdiw  | 1:2 | 2:1 | 1:3 | 1:0 |     |     | 2:0 | 1:0 | 2:1 | 2:0 |
| Łudogorec Razgrad  | 5:0 | 2:1 | 1:1 | 2:0 |     | 1:0 |     | 2:0 | 0:0 | 1:1 |
| PFK Montana        | 1:0 | 6:0 | 0:4 | 0:2 |     | 2:0 | 1:1 |     | 1:1 | 1:2 |
| Pirin Błagojewgrad | 0:1 | 0:1 | 1:1 | 1:0 |     | 3:0 | 0:3 | 0:0 |     | 0:3 |
| Sławia Sofia       | 0:0 | 2:0 | 0:1 | 0:1 |     | 3:0 | 0:1 | 1:0 | 0:0 |     |

Mecze 19-36
| Gospodarz \ Gość   | BSZ | BOT | CHM | LEV | LIT | LPL | RAZ | MON | PIR | SLA |
| Beroe Stara Zagora |     | 1:1 | 0:0 | 2:1 |     | 5:2 | 0:2 | 2:1 | 3:1 | 1:1 |
| Botew Płowdiw      | 0:1 |     | 3:1 | 0:0 |     | 1:0 | 2:1 | 2:2 | 2:2 | 0:1 |
| Czerno More Warna  | 1:0 | 3:0 |     | 0:2 |     | 1:1 | 0:2 | 1:1 | 1:1 | 3:2 |
| Lewski Sofia       | 1:0 | 3:0 | 5:1 |     |     | 2:3 | 0:0 | 0:0 | 3:1 | 0:1 |
| Liteks Łowecz      |     |     |     |     |     |     |     |     |     |     |
| Łokomotiw Płowdiw  | 1:1 | 2:1 | 2:1 | 1:1 |     |     | 2:1 | 2:0 | 4:2 | 3:1 |
| Łudogorec Razgrad  | 0:2 | 1:0 | 2:1 | 2:1 |     | 2:0 |     | 2:1 | 4:1 | 3:1 |
| PFK Montana        | 1:3 | 1:1 | 3:2 | 0:1 |     | 0:1 | 0:1 |     | 0:1 | 0:3 |
| Pirin Błagojewgrad | 1:1 | 2:2 | 4:0 | 0:1 |     | 1:2 | 1:3 | 0:0 |     | 0:3 |
| Sławia Sofia       | 0:0 | 1:0 | 0:0 | 0:0 |     | 3:0 | 0:5 | 3:1 | 1:2 |     |

## Baraże
Mecz barażowy o utrzymanie w lidze odbył się na zasadzie jednego meczu na neutralnym terenie, w którym spotkały się: 9. drużyna Grupy A - Montana oraz wicemistrz Grupy B - OFK Pomorie. Zwycięzca miał zapewnić sobie udział w przyszłorocznej edycji rozgrywek.
| 4 czerwca 2016 18:00 CET | PFK Montana · S. Georgiew 54' · Iliew 86' | 2:1(0:0) | OFK Pomorie · Bożinow 73' (k.) | Trace Arena, Stara Zagora Widzów: 1 500 Sędzia: Nikoła Popow (Sofia) |
|                          |                                           |          |                                |                                                                      |

## Strzelcy
Stan na koniec sezonu
| Bramki | Strzelcy        | Drużyna            |
| ------ | --------------- | ------------------ |
| 18     | Martin Kamburow | Łokomotiw Płowdiw  |
| 15     | Claudiu Keșerü  | Łudogorec Razgrad  |
| 11     | Mathias Coureur | Czerno More Warna  |
| 10     | Martin Toszew   | Pirin Błagojewgrad |
| 9      | Wanderson       | Łudogorec Razgrad  |